# Liste der Biografien/Way
Liste der Biografien |
Portal Biografien |
Personensuche
# |
A |
B |
C |
D |
E |
F |
G |
H |
I |
J |
K |
L |
M |
N |
O |
P |
Q |
R |
S |
T |
U |
V |
W |
X |
Y |
Z |
?
 
Wa |
Wc |
Wd |
We |
Wh |
Wi |
Wj |
Wl |
Wn |
Wo |
Wr |
Ws |
Wt |
Wu |
Ww |
Wy |
Wz
 
Waa |
Wab |
Wac |
Wad |
Wae |
Waf |
Wag |
Wah |
Wai |
Waj |
Wak |
Wal |
Wam |
Wan |
Wao |
Wap |
Waq |
War |
Was |
Wat |
Wau |
Wav |
Waw |
Wax |
Way |
Waz
Die Liste der Biografien führt alle Personen auf, die in der deutschsprachigen Wikipedia einen Artikel haben. Dieses ist eine Teilliste mit 72 Einträgen von Personen, deren Namen mit den Buchstaben „Way“ beginnt.

## Way
- Way, Ann (1915–1993), britische Schauspielerin
- Way, Danny (* 1974), US-amerikanischer Skateboarder
- Way, Erin (* 1987), US-amerikanische Schauspielerin
- Way, Gerard (* 1977), US-amerikanischer Musiker und Comiczeichner
- Way, Heinz von der (1888–1973), deutscher Gebrauchsgrafiker und Maler
- Way, Katharine (1903–1995), US-amerikanische Physikerin und Hochschullehrerin
- Way, Mary (1769–1833), amerikanische Miniaturmalerin
- Way, Pete (1951–2020), englischer Bassist
- Way, Thomas von der, deutscher Ägyptologe
- Way, Tony (* 1978), britischer Schauspieler und Comedian
- Way, Tress (* 1990), US-amerikanischer American-Football-Spieler

### Waya
- Wayans, Craig (* 1976), US-amerikanischer Schauspieler, Drehbuchautor und Regisseur
- Wayans, Damien Dante (* 1980), amerikanischer Schauspieler, Autor, Produzent und Regisseur
- Wayans, Damon (* 1960), US-amerikanischer Schauspieler, Komiker und Drehbuchautor
- Wayans, Damon Jr. (* 1982), US-amerikanischer Schauspieler und Komiker
- Wayans, Keenen Ivory (* 1958), US-amerikanischer Schauspieler, Regisseur und Produzent
- Wayans, Kim (* 1961), US-amerikanische Schauspielerin
- Wayans, Marlon (* 1972), US-amerikanischer SchauspielerMarlon Wayans (* 1972)

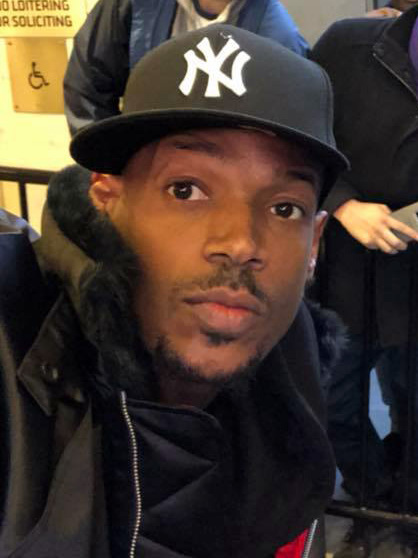
Marlon Wayans (* 1972)

- Wayans, Shawn (* 1971), US-amerikanischer Schauspieler, Drehbuchautor und ProduzentShawn Wayans (* 1971)

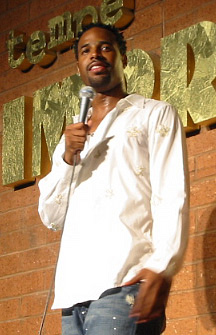
Shawn Wayans (* 1971)

### Wayb
- Wayborn, Kristina (* 1950), schwedische Schauspielerin

### Wayd
- Waydelich, Chrétien (1841–1917), französischer Krocketspieler
- Waydelich, Raymond-Émile (1938–2024), französischer Maler, Bildhauer und Aktionskünstler

### Waye
- Wayenberg, Daniel (1929–2019), niederländischer Pianist und Komponist

### Wayl
- Wayland, Francis (1826–1904), US-amerikanischer Politiker
- Wayland, Francis senior (1796–1865), US-amerikanischer Geistlicher und Universitätspräsident der Brown University
- Waylen, Barbara (1906–1980), britische Publizistin und Friedensaktivistin
- Waylett, Jamie (* 1989), britischer Schauspieler
- Waylon (* 1980), niederländischer Sänger

### Waym
- Wayman, Alex (1921–2004), US-amerikanischer Tibetologe und Indologe
- Wayman, Charlie (1922–2006), englischer Fußballspieler
- Wayman, David (* 1988), britischer Schauspieler
- Wayment, Courtney (* 1998), US-amerikanische Hindernisläuferin
- Wayment, Heidi (* 1956), US-amerikanisch-deutsche Basketballspielerin
- Waymire, Kellie (1967–2003), US-amerikanische Schauspielerin
- Waymouth, Robert M. (* 1960), amerikanischer Chemiker an der Stanford University

### Wayn
- Waynberg, Sam (1925–2011), polnischer Filmverleiher und Filmproduzent
- Wayne Callies, Sarah (* 1977), US-amerikanische Schauspielerin
- Wayne, Aissa (* 1956), US-amerikanische Schauspielerin
- Wayne, Alvis (1937–2013), US-amerikanischer Rockabilly-Sänger
- Wayne, Anthony (1745–1796), US-amerikanischer General
- Wayne, Brendan (* 1972), US-amerikanischer Schauspieler und Filmproduzent
- Wayne, Carl (1943–2004), britischer Sänger und Schauspieler
- Wayne, Carol (1942–1985), US-amerikanische Schauspielerin
- Wayne, Christina, US-amerikanische Produzentin, Drehbuchautorin und Filmregisseurin
- Wayne, Chuck (1923–1997), amerikanischer Jazz-Gitarrist
- Wayne, David (1914–1995), US-amerikanischer Schauspieler
- Wayne, Don (1933–2019), US-amerikanischer Zauberkünstler
- Wayne, Ethan (* 1962), US-amerikanischer Schauspieler
- Wayne, Frances († 1978), US-amerikanische Jazz-Sängerin
- Wayne, Isaac (1772–1852), US-amerikanischer Politiker
- Wayne, James Moore (1790–1867), US-amerikanischer Jurist und Politiker
- Wayne, Jan (* 1974), deutscher Hardtrance- und Eurodance-DJ und Musikproduzent
- Wayne, Jeff (* 1943), US-amerikanischer Komponist
- Wayne, John (1907–1979), US-amerikanischer FilmschauspielerJohn Wayne (1907–1979)

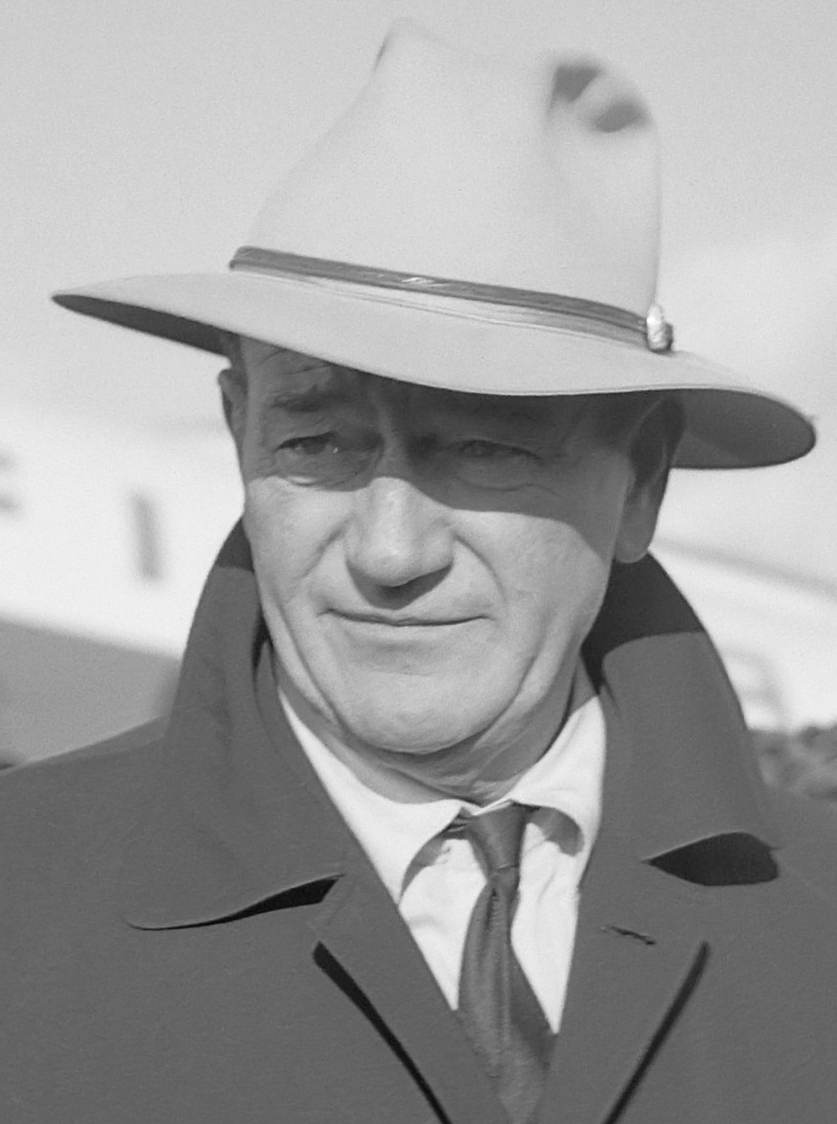
John Wayne (1907–1979)

- Wayne, June (1918–2011), US-amerikanische Malerin und Graphikerin
- Wayne, Kenny Blues Boss (* 1944), US-amerikanischer Blues-, Boogie-Woogie- und Jazzmusiker
- Wayne, Marshall (1912–1999), US-amerikanischer Wasserspringer
- Wayne, Michael (1934–2003), US-amerikanischer Filmproduzent und Schauspieler
- Wayne, Naunton (1901–1970), britischer Schauspieler
- Wayne, Patrick (* 1939), US-amerikanischer Film- und Fernsehschauspieler
- Wayne, Randy (* 1981), US-amerikanischer Schauspieler und Filmproduzent
- Wayne, Reggie (* 1978), US-amerikanischer Footballspieler
- Wayne, Richard St. John Ormerod (1904–1959), britischer Politiker, Administrator von Antigua und Barbuda
- Wayne, Ron (* 1934), US-amerikanischer Unternehmer, Mitgründer von AppleRon Wayne (* 1934)

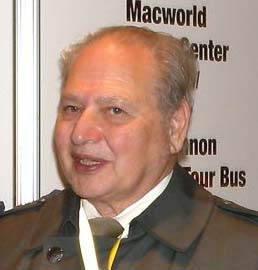
Ron Wayne (* 1934)

- Wayne, Tanner (* 1988), US-amerikanischer Schlagzeuger
- Wayne, Thomas (1940–1971), US-amerikanischer Rockabilly- und Pop-Sänger
- Wayne, Tion (* 1993), britischer Rapper und DJ
- Waynes, Trae (* 1992), US-amerikanischer Footballspieler
- Waynflete, William († 1486), englischer Priester und Lordkanzler
- Waynick, Catherine (* 1948), US-amerikanische anglikanische Bischöfin

### Ways
- Wayss, Gustav Adolf (1851–1917), deutscher Bauingenieur und Pionier des Stahlbetonbaus

### Wayt
- Wayte, Mary (* 1965), US-amerikanische Schwimmerin